# Campagnol d'Ondrias
Microtus levis
Espèce
Statut de conservation UICN

 LC  : Préoccupation mineure
Le Campagnol d'Ondrias (Microtus levis) est une espèce de rongeurs myomorphes de la famille des Cricetidae.

## Aire de répartition
Ce campagnol est endémique de l'Eurasie. Il se rencontre dans les pays suivants : en Albanie, en Arménie, en Azerbaïdjan, en Biélorussie, en Bulgarie, en Estonie, en Finlande, en Grèce, en Iran, au Kazakhstan, en Lettonie, en Lituanie, en Macédoine, en Moldavie, au Monténégro, en Roumanie, en Russie, en Serbie (Kosovo compris), en Turquie et en Ukraine. Il a été introduit dans le Svalbard, en Norvège.

## Dénomination
Le nom vulgaire attesté en français est le Campagnol d'Ondrias.

## Taxinomie
Cette espèce a été décrite en 1908 par le zoologiste américain Gerrit Smith Miller, Jr. Les synonymes attestés sont :
- Microtus rossiaemeridionalis Ognev, 1924
- Microtus epiroticus Ondrias, 1966
- Microtus subarvalis Meyer, Orlov & Skholl, 1972

## Le Campagnol d'Ondrias et l'Homme
Le Campagnol d'Ondrias est considéré comme de « préoccupation mineure » par l'Union internationale pour la conservation de la nature.